# Phyllastrephus
A Phyllastrephus a madarak osztályának verébalakúak (Passeriformes) rendjébe és a bülbülfélék (Pycnonotidae) családja tartozó nem.

## Rendszerezésük
A nemet William John Swainson angol ornitológus írta le 1832-ben, az alábbi fajok tartoznak ide:
- parti bülbül (Phyllastrephus scandens)
- földi bülbül (Phyllastrephus terrestris)
- énekes bülbül (Phyllastrephus strepitans)
- fakóhasú bülbül (Phyllastrephus cerviniventris)
- angolai bülbül (Phyllastrephus fulviventris)
- Baumann-bülbül (Phyllastrephus baumanni)
- Phyllastrephus hypochloris
- Fischer-bülbül (Phyllastrephus fischeri)
- Cabanis-bülbül (Phyllastrephus cabanisi)
- kenyai bülbül (Phyllastrephus placidus)
- Bamenda-bülbül (Phyllastrephus poensis)
- csízbülbül (Phyllastrephus icterinus)
- Xavier-bülbül (Phyllastrephus xavieri)
- foltosszárnyú bülbül (Phyllastrephus leucolepis)
- Lorenz-bülbül (Phyllastrephus lorenzi)
- pikkelyesfejű bülbül (Phyllastrephus albigularis)
- sárgacsíkos bülbül (Phyllastrephus flavostriatus)
- Alfred-bülbül (Phyllastrephus alfredi)
- aranyhasú bülbül (Phyllastrephus poliocephalus)
- Phyllastrephus albigula
- karcsú bülbül (Phyllastrephus debilis)